# I 400 milioni
I 400 milioni è un film documentario americano-cinese girato nel 1939 da Joris Ivens.

## Trama
Il documentario inizia con i bombardamenti giapponesi che seminano strage e distruzione tra la popolazione civile: colonne di sfollati sono costretti a lasciare le città della costa occupate dagli invasori. Ivens poi illustra elementi della civiltà e della storia cinese: resti monumentali e villaggi caratteristici, il lavoro nelle campagne, la fine del feudalesimo e la nascita della Repubblica cinese, lo sviluppo dell'industria e delle vie di trasporto, i nuovi sistemi di irrigazione, le tappe dell'invasione giapponese. La seconda parte mostra l'organizzazione politica e militare per la difesa del paese e l'addestramento dei contadini-soldati; e si conclude con la battaglia di Taierzhuang, vinta dai cinesi.

## Produzione
Il film fu prodotto per iniziativa dello stesso gruppo di intellettuali americani progressisti che avevano finanziato Terra di Spagna, Lilian Hellman, Herman Shumlin, Dorothy Parker, che avevano formato la società indipendente "History Today" poi "Contemporary Historians" con sede a New York. Il budget iniziale fu di 50.000 dollari per sei mesi di riprese. Ulteriori finanziamenti provennero da contributi di commercianti cinesi residenti in America e da sostenitori della lotta del popolo cinese contro l'invasione giapponese. La troupe era formata da Joris Ivens, John Ferno e più tardi anche Robert Capa, che si dividerà fra il lavoro di assistente alla regia del film e il suo lavoro di fotografo per Life.

## Tempi e luoghi delle riprese
Ivens parte da San Francisco il 21 gennaio 1938 e raggiunge Hong Kong con un avventuroso viaggio aereo che durerà, a causa di soste e di problemi tecnici, 19 giorni: il regista fu uno dei primi passeggeri civili a sorvolare l'Oceano Pacifico con un aereo di linea. Le riprese dureranno nove mesi, tre più del previsto, a causa di molte difficoltà burocratiche, tempi lunghi per ottenere i necessari permessi delle autorità. La censura cinese arrivò al punto di filmare con una propria cinepresa tutte le scene girate da Ivens; i tecnici non potevano inviare in America il materiale impressionato da sviluppare prima che i cinesi non avessero visionato il proprio corrispondente.

## Commento parlato
Dudley Nichols, che lavorava senza compenso, dovette riscrivere ben quattro volte il testo del commento per adeguarlo in modo opportuno alle immagini.

## Accoglienza critica
Il film incontrò grandi difficoltà di distribuzione e fu sottoposto a divieti e censure.